# Клещеле (гмина)
Клещеле (пол. Kleszczele) — городско-сельская гмина (волость) в Польше, входит как административная единица в Хайнувский повет, Подляское воеводство. Население — 2966 человек (на 2004 год).

## Демография
| Перепись                       | Всего   | Всего | Женщины | Женщины | Мужчины | Мужчины |
| ------------------------------ | ------- | ----- | ------- | ------- | ------- | ------- |
| Единицы                        | человек | %     | человек | %       | человек | %       |
| Население                      | 2966    | 100   | 1510    | 50,9    | 1456    | 49,1    |
| Плотность населения (чел./км²) | 20,8    | 20,8  | 10,6    | 10,6    | 10,2    | 10,2    |

## Сельские округа
1. Бяла-Страж
2. Даше
3. Добровода
4. Грузка
5. Курашево
6. Пётровщызна
7. Погребы
8. Полична
9. Репчице
10. Саки
11. Суховольце
12. Топорки
13. Залешаны
14. Жуки

## Поселения
1. Домброва
2. Косьна
3. Ровы
4. Сад

## Соседние гмины
1. Боцьки (гмина)
2. Гмина Черемха
3. Гмина Дубиче-Церкевне
4. Гмина Милейчице
5. Гмина Орля